# Thỏ ta

Một giống thỏ đen Việt Nam

Thỏ ta hay thỏ nội hay thỏ Việt Nam là các giống thỏ nhà thuần chủng tồn tại ở các địa phương thuộc Việt Nam để phân biệt với các giống thỏ ngoại. Quần thể thỏ ở Việt Nam được du nhập từ Pháp khoảng 70-80 năm trước đây. Chúng đã bị lai tạp nhiều giữa các giống khác nhau nên cũng có những biến hoá khác nhau về ngoại hình.

## Đặc điểm
Ở Việt Nam hiện nay có các giống thỏ gồm thỏ mắt ngọc, thỏ đen, thỏ xám, thỏ dé, thỏ cỏ. Giống thỏ nội ở Việt Nam đang có xu hướng lai tạo với các giống thỏ ngoại để hình thành thế hệ con lai, nâng cao năng suất, tạo ra các giống cao sản và những năm trở lại đây, các giống thỏ ngoại dần khẳng định những ưu điểm vượt trội, mang lại hiệu quả kinh tế cao trong đó, thỏ đen giống, và thỏ xám thích hợp với điều kiện chăn nuôi gia đình các vùng ở Việt Nam và cũng là giống sử dụng con nái nền lai tạo với giống thỏ ngoại nâng cao năng suất chăn nuôi lấy thịt, lông da.
Giống thỏ Việt Nam hiện nay lai tạp nhiều nên màu lông không thuần nhất. Tầm vóc thỏ nội bé hơn so với thỏ ngoại nhưng có khả năng chịu đựng được điều kiện kham khổ và dinh dưỡng thấp, khối lượng trưởng thành 3-5,5 kg. Trọng lượng con trưởng thành là 2–3 kg/con. Trọng lượng thỏ sơ sinh là 35-50g/con. Đặc tính nổi trội của các loại thỏ nội là chịu đựng kham khổ tốt. Tuy nhiên, trọng lượng con trưởng thành chỉ đạt từ 2,5 - 3,3 kg, thỏ thịt xuất chuồng nặng 1,5 - 2,0 kg, mỗi năm đẻ 5 - 6 lứa, mỗi lứa 5 - sáu con. Những năm gần đây giống thỏ Việt Nam tuy đã được lai tạo, song vẫn bị một số hạn chế, các giống thỏ cũ lâu ngày bị thoái hoá, thỏ nuôi chậm lớn, nhiều bệnh tật như bệnh viêm hô hấp, viêm ruột cấp tính, dẫn tới sự đột tử ở thỏ sau tách mẹ cao.
Thỏ nội mắn đẻ, một năm có thể đẻ tới 6-7 lứa nếu nuôi dưỡng và chăm sóc tốt. Thời gian động dục lại sau khi để rất ngắn nên nếu nuôi dưỡng chăm sóc tốt và cho phối giống sớm sau khi đẻ thì khoảng cách hai lứa đẻ chỉ còn 40-45 ngày. Sinh sản cao là đặc điểm lớn nhất của thỏ nội. Khả năng liêu hoá thức ăn xanh làm cho chi phí nuôi thỏ trong dân thấp, dễ mở rộng sản xuất nếu được tiêu thụ tốt. Thỏ nội đẻ nhanh, nếu nuôi dưỡng tốt mỗi thỏ cái mỗi năm đẻ 6-7 lứa, mỗi lứa 6-7 con, sau 3 tháng nuôi khối lượng giết thịt 1,7–2 kg, một thỏ mẹ có thể sản xuất 70-80%kg thịt thỏ/ năm. Thỏ cho tỷ lệ thịt xẻ 46-49% tỷ lệ thịt lọc/ thịt xẻ là 85-86%. Thịt thỏ giàu và cân đối chất dinh dưỡng: tỷ lệ đạm 21%, mỡ 10%, khoáng 1,2%.

## Một số giống
- Thỏ cỏ: Loại thỏ này được nuôi nhiều trong dân, màu lông rất khác nhau như: trắng pha vàng hoặc đen pha trắng, xám loang trắng nhưng hầu hết mắt đen, rất ít con mắt đỏ, đầu to, mõm dài, trọng lượng trưởng thành khoảng 2,5 – 3 kg/con, khả năng sử dụng thức ăn, sinh sản, chống đỡ bệnh tật tốt, đã có hiện tượng đồng huyết, năng suất ngày càng giảm.
- Thỏ dé hay thỏ ré: Là giống thỏ được chọn lọc từ các giống địa phương của Việt Nam, thỏ có mắt đen, thỏ ré thường màu lông không thật thuần khiết khối lượng 2,6–3 kg. Nói chung chúng đa dạng về màu lông: khoang trắng đen, vàng, xám, đầu to, tai dài, bụng to, chân dài, trọng lượng từ 2,5 - 3,5 kg/con, tỷ lệ thịt xẻ khoảng 46%.[2]
- Thỏ đen: Thỏ này có màu lông và mắt đen tuyền, đầu to vừa phải và mõm nhỏ, cổ không vạm vỡ nhưng thân hình chắc chắn, thịt ngon, lông thỏ ngắn, lưng khum, bụng thon, thân hình chắc chắn, 4 chân dài thô, xương to. Khối lượng trưởng thành 3,2 – 3,5 kg, thỏ mắn đẻ, mỗi năm đẻ lứa, mỗi lứa 6 - bảy con. Đây là loại thỏ giông cỏ địa phương đựa đưa về trang trại chọn lọc lại những tính trạng của chúng thông qua hệ chọn lọc cá thể, với màu lông và mắt đen tuyền, đầu và mõm nhỏ, cổ không vạm vỡ nhưng thân hình chắc chắn, thịt ngon. Khối lượng trưởng thành 3,2 – 3,5 kg, thỏ mắn đẻ.

Thỏ đẻ 5-5,5 con/lứa, mỗi lứa 5,5-6 con, tỷ lệ nuôi sống từ sơ sinh đến cai sữa đạt 85%. Đặc điểm nổi bật của thỏ đen là sức chống đỡ với bệnh tật tốt, thích nghi tốt với điều kiện nuôi dưỡng thấp, khí hậu ở các vùng trong cả nước ta, vì vậy giống thỏ này có thể chăn nuôi tốt trong khu vực gia đình và sử dụng làm nền lai với thỏ ngoại dùng để lấy thịt và lông da. Đây là giống thỏ được nuôi nhiều tại Gia Lai từ năm 2000 đến nay. Giống thỏ được chọn lọc từ các giống thỏ địa phương của Việt Nam. Giống thỏ này tuy không đạt bằng thỏ ngoại song chúng có khẳ năng khán bệnh rất tốt.
- Thỏ xám: Thỏ có màu lông xám tro hoặc xám ghi, Lông ngắn, màu lông thay đổi từ xám tro đến xám ghi. Riêng phần dưới ngực, bụng, đuôi có màu lông trắng. Mắt đen, đầu to vừa phải, lưng hơi cong, đầu nhỏ, cổ dài, lưng khum, bụng hơi xệ, 4 chân dài, xương to, thân hình không chắc chắn như thỏ đen. Khối lượng trưởng thành nặng 3,5 – 3,8 kg. Thỏ đẻ khỏe, mỗi năm 6 – 7 lứa và mỗi lứa 6 - bảy con.

Thỏ có màu lông xám tro hoặc xám ghi. Riêng phần dưới ngực, bụng, đuôi có màu lông trắng. Mắt đen, đầu to vừa phải, lưng hơi cong, khối lượng trưởng thành nặng 3,5 - 3,8kg. Thỏ đẻ khoẻ, mỗi năm 5- 7 lứa và mỗi lứa 6 - bảy con. tỷ lệ nuôi sống từ sơ sinh đến cai sữa đạt 85%. Thỏ xám thường có màu lông không thật thuần khiết. Cũng như thỏ đen giống thỏ Xám thích hợp với điều kiện chăn nuôi gia đình các vùng ở Việt Nam và cũng là giống sử dụng con nái nền lai tạo với giống thỏ ngoại nâng cao năng suất chăn nuôi lấy thịt, lông da.

## Các giống lai
Có hai giống thỏ mới được lai tạo từ giống Việt Nam và của Pháp (2005 VNGB và 2006 VNGBF), chúng có nhiều ưu điểm, lớn hơn so với thỏ Việt Nam thuần chủng, thích nghi hơn với điều kiện khí hậu Việt Nam, tránh được các loại bệnh về tiêu hóa, hô hấp. Người cho lai thỏ Việt Nam và thỏ bướm (Pháp), lai thỏ vằn hung (Pháp) và thỏ Việt Nam. Sau khi thuần dưỡng hai loài thỏ lai được, người ta tiếp tục cho lai với nhau để tạo nên giống thỏ 2005 VNGB. Loài thỏ này có hình dáng đẹp như đầu nhỏ, nửa thân sau to, đùi to, lông mượt, thích nghi với khí hậu, nhưng vẫn còn nhược điểm là khá nhỏ so với thỏ nhập ngoại (đạt 5–6 kg), sau đó tiếp tục thuần dưỡng và cho lai tạo với thỏ khổng lồ Pháp, cho ra đời loài thỏ 2006-VNGBF, đạt trọng lượng 7 kg, các loài thỏ lai này cần rất ít cỏ, có thể dùng để nuôi công nghiệp mà vẫn bảo đảm được chất lượng thịt.
Một giống thỏ lai khác là dòng nghiên cứu lai tạo thành công giống thỏ ngoại với thỏ Việt Nam như: Thỏ New Zealand, Califonia, BuocGon cho ra đời giống thỏ mới sạch bệnh, đầy đủ những tính năng, chọn 8 nòi thỏ (PenTaLaGus, Himalayan, Dutch, NewZeland, California, BuocGon, FlanDre, GuaDeLon pe) sau đó cho lai phức tạp (lai tạo chéo) giữa nhiều nòi để bổ sung ưu điểm qua lại, sau đó chọn lọc và đào thải theo tỷ lệ lai: 1: 2: 1, cho ra nòi thỏ mới, sạch bệnh và lớn nhanh tại Việt Nam, được viết tắt là 2008 VINA SB (Thỏ sạch bệnh Việt Nam 2008)
Người ta cũng cho thỏ Tân Tây Lan phối giống với thỏ mắt ngọc ở địa phương, kết quả là đàn thỏ lai lớn nhanh lại ít bệnh so với giống thỏ mắt ngọc mà người dân trong thôn đang nuôi, thịt thỏ lai ngon hơn.